# 첼시 장
첼시 장(Chelsea Zhang, 1996년 11월 4일 ~ )은 미국의 배우이다.

## 출연 작품

### 영화
- 월플라워 (2012)
- 나와 친구, 그리고 죽어가는 소녀 (2015)
- 치어리더 살인 사건 (2016)
- 레이첼스 (2017)
- 완벽한 어머니 (2018)
- 맛 (2018)
- 타이페이의 사랑 (2023)

### 텔레비전 드라마
- 체이싱 라이프 (2015)
- 스크림 퀸스 (2015)
- 앤디 맥 (2017-2018)
- 새벽 (2019)
- DC 타이탄 (2019)
- 코로나 시대의 사랑 (2020)